# Gran Premio del Portogallo 1996
Il Gran Premio del Portogallo 1996 si è svolto domenica 22 settembre 1996 sul Circuito di Estoril. La gara è stata vinta da Jacques Villeneuve su Williams-Renault seguito da Damon Hill e da Michael Schumacher.

## Qualifiche
Come al solito i piloti della Williams monopolizzano la prima fila; questa volta Hill ha la meglio sul compagno di squadra Villeneuve per appena nove millesimi dopo un serrato duello, interrotto a dieci minuti dalla fine da uno scroscio di pioggia. Terzo è Alesi, che precede Schumacher, Berger ed Irvine; chiudono la top ten le due McLaren di Häkkinen e Coulthard e le due Jordan di Barrichello e Brundle.

### Classifica
| Pos | No | Pilota                | Costruttore        | Tempo    | Distacco |
| --- | -- | --------------------- | ------------------ | -------- | -------- |
| 1   | 5  | Damon Hill            | Williams-Renault   | 1:20.330 |          |
| 2   | 6  | Jacques Villeneuve    | Williams-Renault   | 1:20.339 | +0.009   |
| 3   | 3  | Jean Alesi            | Benetton-Renault   | 1:21.088 | +0.758   |
| 4   | 1  | Michael Schumacher    | Ferrari            | 1:21.236 | +0.906   |
| 5   | 4  | Gerhard Berger        | Benetton-Renault   | 1:21.293 | +0.963   |
| 6   | 2  | Eddie Irvine          | Ferrari            | 1:21.362 | +1.032   |
| 7   | 7  | Mika Häkkinen         | McLaren-Mercedes   | 1:21.640 | +1.310   |
| 8   | 8  | David Coulthard       | McLaren-Mercedes   | 1:22.066 | +1.736   |
| 9   | 11 | Rubens Barrichello    | Jordan-Peugeot     | 1:22.205 | +1.875   |
| 10  | 12 | Martin Brundle        | Jordan-Peugeot     | 1:22.324 | +1.994   |
| 11  | 15 | Heinz-Harald Frentzen | Sauber-Ford        | 1:22.325 | +1.995   |
| 12  | 14 | Johnny Herbert        | Sauber-Ford        | 1:22.655 | +2.325   |
| 13  | 19 | Mika Salo             | Tyrrell-Yamaha     | 1:22.765 | +2.435   |
| 14  | 18 | Ukyo Katayama         | Tyrrell-Yamaha     | 1:23.013 | +2.683   |
| 15  | 9  | Olivier Panis         | Ligier-Mugen-Honda | 1:23.055 | +2.725   |
| 16  | 17 | Jos Verstappen        | Footwork-Hart      | 1:23.531 | +3.201   |
| 17  | 16 | Ricardo Rosset        | Footwork-Hart      | 1:24.230 | +3.900   |
| 18  | 10 | Pedro Diniz           | Ligier-Mugen-Honda | 1:24.293 | +3.963   |
| 19  | 20 | Pedro Lamy            | Minardi-Ford       | 1:24.510 | +4.180   |
| 20  | 21 | Giovanni Lavaggi      | Minardi-Ford       | 1:25.612 | +5.282   |

## Gara

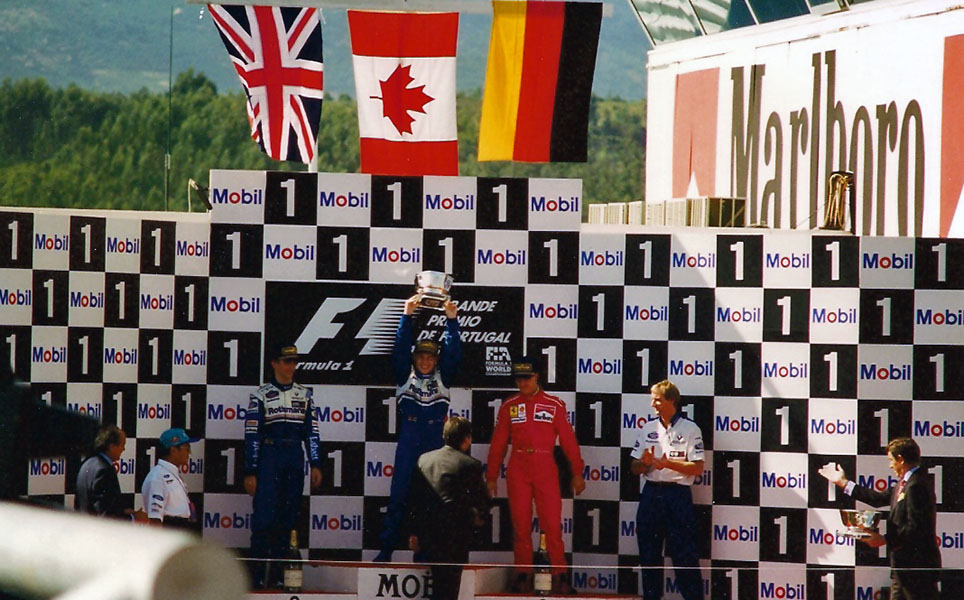
La cerimonia del podio

Al via Hill scatta bene, mentre il suo compagno di squadra Villeneuve non ha un buono spunto e viene sopravanzato da Alesi e Schumacher. Il francese prova anche ad insidiare Hill alla frenata della prima curva, ma viene chiuso dall'inglese con una manovra decisa, dovendosi accontentare del secondo posto. Hill comincia subito a conquistare un discreto margine sugli inseguitori, mentre il suo compagno di squadra tallona Schumacher senza riuscire a superarlo. Al 16º giro il tedesco si ritrova rallentato dalla Minardi del doppiato Lavaggi nella veloce curva prima del rettilineo principale; Villeneuve lo attacca all'esterno e lo supera, con una manovra estremamente spettacolare. Poco dopo comincia la prima serie di rifornimenti, durante la quale il canadese ha la meglio su Alesi; il francese, partito per effettuare due pit stop (contro i tre previsti dagli avversari), perde una posizione anche nei confronti di Schumacher, trovandosi quarto.
A questo punto Villeneuve comincia a recuperare terreno nei confronti di Hill, rallentato da alcuni doppiati e da un problema alla frizione; al termine della seconda serie di pit stop il canadese si trova ormai vicinissimo al rivale. La terza serie di rifornimenti si rivela decisiva, con Hill che viene sopravanzato dal compagno di squadra e si accontenta del secondo posto, davanti a Schumacher, Alesi, Irvine e Berger. La quarta vittoria stagionale permette a Villeneuve di mantenere aperta la lotta per il titolo mondiale, anche se le sue speranze di vittoria sono minime: con nove punti di svantaggio in classifica, infatti, per diventare campione il canadese dovrebbe vincere l'ultima gara in Giappone con Hill ritirato o fuori dai punti.

### Classifica
| Pos      | N. | Pilota                | Costruttore/Motore | Giri | Tempo/Ritiro               | Griglia | Punti |
| -------- | -- | --------------------- | ------------------ | ---- | -------------------------- | ------- | ----- |
| 1        | 6  | Jacques Villeneuve    | Williams-Renault   | 70   | 1:40:22.915                | 2       | 10    |
| 2        | 5  | Damon Hill            | Williams-Renault   | 70   | + 19.966                   | 1       | 6     |
| 3        | 1  | Michael Schumacher    | Ferrari            | 70   | + 53.765                   | 4       | 4     |
| 4        | 3  | Jean Alesi            | Benetton-Renault   | 70   | + 55.109                   | 3       | 3     |
| 5        | 2  | Eddie Irvine          | Ferrari            | 70   | + 1:27.389                 | 6       | 2     |
| 6        | 4  | Gerhard Berger        | Benetton-Renault   | 70   | + 1:33.141                 | 5       | 1     |
| 7        | 15 | Heinz-Harald Frentzen | Sauber-Ford        | 69   | + 1 giro                   | 11      |       |
| 8        | 14 | Johnny Herbert        | Sauber-Ford        | 69   | + 1 giro                   | 12      |       |
| 9        | 12 | Martin Brundle        | Jordan-Peugeot     | 69   | + 1 giro                   | 10      |       |
| 10       | 9  | Olivier Panis         | Ligier-Mugen-Honda | 69   | + 1 giro                   | 15      |       |
| 11       | 19 | Mika Salo             | Tyrrell-Yamaha     | 69   | + 1 giro                   | 13      |       |
| 12       | 18 | Ukyo Katayama         | Tyrrell-Yamaha     | 68   | + 2 giri                   | 14      |       |
| 13       | 8  | David Coulthard       | McLaren-Mercedes   | 68   | + 2 giri                   | 8       |       |
| 14       | 16 | Ricardo Rosset        | Footwork-Hart      | 67   | + 3 giri                   | 17      |       |
| 15       | 21 | Giovanni Lavaggi      | Minardi-Ford       | 65   | + 5 giri                   | 20      |       |
| 16       | 20 | Pedro Lamy            | Minardi-Ford       | 65   | + 5 giri                   | 19      |       |
| Ritirato | 7  | Mika Häkkinen         | McLaren-Mercedes   | 52   | Collisione con D.Coulthard | 7       |       |
| Ritirato | 17 | Jos Verstappen        | Footwork-Hart      | 47   | Motore                     | 16      |       |
| Ritirato | 10 | Pedro Diniz           | Ligier-Mugen-Honda | 46   | Collisione con R.Rosset    | 18      |       |
| Ritirato | 11 | Rubens Barrichello    | Jordan-Peugeot     | 41   | Testacoda                  | 9       |       |

## Classifiche

### Piloti
| Pos. | Pilota                | Punti |
| ---- | --------------------- | ----- |
| 1    | Damon Hill            | 87    |
| 2    | Jacques Villeneuve    | 78    |
| 3    | Michael Schumacher    | 53    |
| 4    | Jean Alesi            | 47    |
| 5    | Mika Häkkinen         | 27    |
| 6    | David Coulthard       | 18    |
| 6    | Gerhard Berger        | 18    |
| 8    | Rubens Barrichello    | 14    |
| 9    | Olivier Panis         | 13    |
| 10   | Eddie Irvine          | 11    |
| 11   | Heinz-Harald Frentzen | 6     |
| 11   | Martin Brundle        | 6     |
| 13   | Mika Salo             | 5     |
| 14   | Johnny Herbert        | 4     |
| 15   | Pedro Diniz           | 2     |
| 16   | Jos Verstappen        | 1     |

### Costruttori
| Pos. | Team               | Punti |
| ---- | ------------------ | ----- |
| 1    | Williams-Renault   | 165   |
| 2    | Benetton-Renault   | 65    |
| 3    | Ferrari            | 64    |
| 4    | McLaren-Mercedes   | 45    |
| 5    | Jordan-Peugeot     | 20    |
| 6    | Ligier-Mugen-Honda | 15    |
| 7    | Sauber-Ford        | 10    |
| 8    | Tyrrell-Yamaha     | 5     |
| 9    | Footwork-Hart      | 1     |

## Fonti
- The Official Formula 1 Website, su formula1.com. URL consultato il 9 settembre 2009.
- GpUpdate.com [collegamento interrotto], su f1.gpupdate.net. URL consultato il 9 settembre 2009.
- Grandprix.com. URL consultato il 9 settembre 2009.